# Lenier Pero
Lenier Pero (* 24. November 1992 in Camagüey, Camagüey, Kuba) ist ein kubanischer Amateurboxer und aktuell im Superschwergewicht aktiv. 

## Karriere
2009 nahm Pero im Schwergewicht (bis 91 kg) erstmals an den Nationalen Meisterschaften der Männer teil und gewann eine Bronzemedaille, nachdem er u. a. Erislandy Savón geschlagen hatte. Im Jahre 2010  startete er sowohl bei den Jugend-Weltmeisterschaften in der aserbaidschanischen Hauptstadt Baku als auch den Olympischen Jugend-Spielen und konnte beide Male die Goldmedaille gewinnen. U.a. schlug er dabei jeweils Fabio Turchi. Im selben Jahr holte er bei den nationalen Meisterschaften wieder die Bronzemedaille. Er verlor im Halbfinale gegen Osmay Acosta. Nachdem sich Pero im Februar 2011 beim renommierten Strandja-Memorial-Turnier den zweiten Platz erkämpft hatte, wurde für die Panamerikanischen Spiele nominiert, die er auch mit Siegen u. a. über Yamil Peralta, Argentinien (13:9), gewann. Im Dezember desselben Jahres wurde er auch erstmals kubanischer Meister, wobei im Finale den bereits für die Olympischen Spiele 2012 qualifizierten José Larduet mit 34:20 Punkten schlug. Das Olympiajahr verging somit für Pero ereignislos. Ende des Jahres 2012 wurde er wieder kubanischer Meister.
2013 startete Pero bei den Panamerikanischen Meisterschaften, verlor aber im Halbfinale gegen Deivis Julio, Kolumbien, mit 3:0 Punktrichterstimmen und gewann somit nur eine Bronzemedaille. Bei den kubanischen Meisterschaften am Ende des Jahres musste sich Pero Erislany Savón geschlagen geben (3:0). Im folgenden Jahr stieg Pero ins Superschwergewicht (über 91 kg) auf und gewann er mit einem Finalsieg über Yoandris Toirac den kubanischen Meistertitel. 2015 gewann Pero in seiner neuen Gewichtsklasse jeweils mit einem Finalsieg über Edgar Muñoz die Panamerikanischen Meisterschaften und die Panamerikanischen Spiele.  Bei den Weltmeisterschaften 2015 verlor er dann überraschend bereits im ersten Kampf gegen den späteren Bronzemedaillengewinner Bahodir Jalolov, Usbekistan (2:1). In der Saison 2015 kämpfte  Pero für die Cuba Domadores in der World Series of Boxing und gewann sieben von acht Kämpfen, in denen er eingesetzt wurde. Nur dem Engländer Joseph Joyce musste er sich geschlagen geben (2:1). In der Saison 2016 wurde Pero fünf Mal eingesetzt und gewann drei Kämpfe. Beim amerikanischen Olympiaqualifikationsturnier im Jahr 2016 schlug Pero u. a. Clayton Laurent, Amerikanische Jungferninseln (3:0), und Nigel Paul, Trinidad und Tobago (3:0), und qualifizierte sich somit für die Olympischen Spiele 2016 in Rio de Janeiro.